# Giuseppe Domenico Botto
Pour les articles homonymes, voir Botto.
Giuseppe Domenico Botto (4 avril 1791 - 20 mars 1865) est un physicien italien. 

## Biographie et travaux
Né à Moneglia, il étudie à l'Université de Gênes et à l'École polytechnique de Paris. La chaire de physique générale et expérimentale est confiée à G. D. Botto en 1828. Il effectue des travaux expérimentaux sur les effets magnétiques, thermiques et chimiques des courants électriques et leur induction. Il effectue aussi des recherches sur l'électromagnétisme et l'électrochimie en collaboration avec Amedeo Avogadro. 
En 1830, Botto décrit, dans une note, un prototype de moteur électrique sur lequel il travaille et en publie une description dans un mémoire intitulé « Loco-motive de mise en mouvement par l'électro-magnétisme » à l'Académie de Turin vers 1836. 
Un appareil construit sur la base de sa description faisait partie de la collection d'instruments scientifiques du grand-duc de Toscane, qui est maintenant conservée à l'Institut et au musée d'histoire de la science de Florence. Dans les années suivantes, il publie davantage de travaux sur l'amélioration de l'efficacité des moteurs électriques. 
Botto expérimente l'électrolyse de l'eau à l'aide d'un générateur manuel d'étincelles électriques, l'aimant électrique conçu par Leopoldo Nobili et Vincenzo Antinori (en) sur la base de la découverte de l'induction électromagnétique réalisée par Michael Faraday en 1831. En 1833, il teste un thermocouple fer-platine : une chaîne enroulée autour d’un bâton en bois qui génère un courant lorsqu'on la chauffe à une flamme. La chaleur dégagée par la flamme créée une différence de température et le thermocouple convertit cette différence en une tension électrique. 
Il travaille également sur d'autres sujets et publie, en 1846, une note pour l'amélioration de l'agriculture dans le Piémont. En 1849, il propose un nouveau système de transmission et de codage pour le système télégraphique électrique (des notes à ce sujet ont récemment été découvertes dans les archives du Museo Sanguineti Leonardini de Chiavari.) 
Il meurt à Turin en 1865.

## Liens extérieurs
- XIV.130 Electric motor after Botto

- VIAF
- ISNI
- LCCN
- GND
- Italie
- Vatican
- Grèce
- WorldCat